# Роман (Аль-Ханнат)
Епископ Роман (в миру Манхал Шукри Аль-Ханнат, Manhal Shoukri Al Hannat) — епископ Антиохийской православной церкви, епископ Селевкийский, викарий патриарха Антиохийского.

## Биография
В 2004 году с отличием окончил Национальную консерваторию Греции в Афинах, получив диплом по направлению «византийская музыка». В 2005 году окончил Богословский институт святого Иоанна Дамаскина (Баламандский университет). В 2011 году в Университете Аристотеля в Салониках защитил диссертацию «Византийская музыка в литургических практиках Антиохийского патриархата в XX веке» на соискание степени доктора философии.
28 ноября 2016 года Патриархом Иоанном X назначен настоятелем Баламандского патриаршего монастыря.
14 октября 2022 года был избран епископом Селевкийским, викарием Патриарха Антиохийского.
10 декабря 2022 года в Успенском кафедральном соборе в Дамаске состоялось его епископская хиротония, которую совершили: Патриарх Антиохийский Иоанн Х, митрополит Тирский и Сидонский Илия (Кфури), митрополит Гор Сирийских и Харрана Савва (Эспер), митрополит Хомский Георгий (Абу-Захам), митрополит Аккарский Василий (Мансур), митрополит Гор Ливанских Силуан (Муса), митрополит Хамийский Николай (Баальбаки), митрополит Латакский Афанасий (Фахд), митрополит Алеппский и Александретский Ефрем (Маалули), епископ Дарайский Моисей (Хури), епископ Сафитский Димитрий (Шарбак), епископ Хрисопольский Константин (Кайял), епископ Сергиопольский Иоанн (Баташ), епископ Иерапольский Арсений (Дахдал) и епископ Ларисский Моисей (Аль-Хаси).